# II. Róbert flamand gróf
II. Jeruzsálemi Róbert (kb. 1065 – 1111. október 5.) flamand gróf, I. Róbert flamand gróf fia és utóda. 1093-ban apja halálával örökölte a grófi címet. Az első keresztes hadjáratban véghezvitt tettei révén már életében megkapta a "Jeruzsálemi" jelzőt. visszatérése után I. Henrik angol király szövetségese lett, együtt hódították vissza Normandiát Henrik bátyjától, Róberttől. 1111. október 5-én halálos sebet kapott egy lovagi tornán.

## Élete
I. Róbert flamand gróf és Gertrude de Saxony legidősebb fia. Anyja, első házassága révén (I. Floris holland herceg özvegye volt) a Holland Grófság örököse volt. Házasságuk révén I. Róbert lett Holland régense és igyekezett fiát minél szorosabb szálakkal ehhez a grófsághoz fűzni (hogy azt később a flamand grófok birtokaihoz csatolják). Már 1077-től bevonta II. Róbertet az uralkodásba. 1085 és 1091 között, amíg apja szentföldi zarándoklaton volt, Flandria és Holland régense volt.

## Az első keresztes hadjárat
Apja halála után 1093-ban örökölte a grófi címet. 1095-ben II. Orbán pápa felhívására részt vett az első keresztes hadjáratban. Róbert a flamand grófság irányítását egy régensi tanácsra bízta és csatlakozott Bouillon Gottfried alsó-lotaringiai herceghez. Miután elérték Bizáncot, a keresztes lovagoknak hűséget kellett esküdni I. Alexiosz bizánci császárnak és megígérni, hogy minden, a muzulmánoktól visszafoglalt földet visszaadnak a Bizánci Császárságnak. Róbertnek, aki megtartotta flamand grófi címét és akinek apja már szolgálta Alexioszt, nem esett nehezére letenni az esküt, de társai közül sokan a területszerzés reményében vágtak neki az útnak.
Bizánc elhagyása után Róbert előbb részt vett Nicaea ostromában, majd a sereget két részre osztották és Róbert az István, Blois grófja, Tarantói Bohemund és Robert Curthose vezette elővéddel tartott, amely 1097 októberében elfoglalta Arta városát. Ezt a seregrészt a szeldzsuk törökök szultánja, I. Kilidzs Arszlán 1097. június 30-án Dorülaion mellett bekerítette. A másnap megérkező fő seregtest felmentette Róbertékat az ostromzár alól, és az egyesült keresztes had vereséget mért a törökökre.
A keresztes sereg 1097 végén érkezett Antiochia alá, amelyet ostrom alá vettek. Az ostrom hosszú hónapokig tartott, közben Róbert és Bohemund sorozatos portyákat indított a környező vidékre, hogy a sereget élelemmel lássa el. December 30-án megverték a damaszkuszi helytartó, Dukak seregét, amely a várost jött felmenteni. Antiochia végül 1098 júniusában esett el, miután egy örmény elárulta a védőket. A városba bevonuló keresztesek, miután a bizánci császár nem támogatta őket, kijelentették, hogy korábbi hűségesküjük érvénytelen és Bohemundot megválasztották Antiochia fejedelmének. Pár nappal később a moszuli emír serege érkezett a város alá Kerboga vezetésével, akit a keresztesek 1098. június 28-án legyőztek. Róbert és Vermandois-i Húgó vezették a keresztes lovagok első sorait.
Róbert ezután elhagyta Antiochiát és a sereg Toulouse-i Rajmund vezetésével elfoglalta Maarrat an-Numán városát. A győzelem után Rajmund megpróbálta megvesztegetni Róbertet (akinek 6000 aranyat ajánlott) és más lovagokat, hogy Bohemund helyett az ő követelését támogassák az antiochiai fejedelmi címre, de sikertelenül. Rajmund ekkor, 1099 januárjában Jeruzsálem felé, délnek vette az irányt, míg Róbert és Gottfried visszatértek Antiochiába és csak februárban, Arqa ostrománál csatlakoztak ismét a sereghez. Ez év júniusában Róbert és Bearni Gaston vezette a keresztesek elővédjét Ramla alá, és ezután Tarantói Tankréddel expedíciót vezettek Szamáriába, hogy fát szerezzenek Jeruzsálem készülő ostromához. A várost július 15-én foglalták el a keresztesek és ekkor Róbert csatlakozott Gottfried-hez és az ő trónkövetelését támogatta. Augusztus 9-én részt vett a fátimida kalifa al-Afdal Sáhansáh felmentő serege elleni, Askelón mellett megvívott győztes csatában, ahol a keresztesek fő seregrészében harcolt.
A győzelem után a keresztesek Askelón városa ellen vonultak, de Gottfried és Rajmund ismét összevesztek a még el nem foglalt város feletti hűbérúri jogokon. Emiatt a várost nem is sikerült bevenni, de Gottfried már meg tudta alapítani a Jeruzsálemi Királyságot. Augusztusban Róbert, Toulouse-i Rajmond és Robert Curthose kíséretében visszaindult Európába, de útközben még elfoglalták Latakia kikötővárosát, amit esküjüknek híven átengedtek a bizánci császárnak. Róbert egy értékes ereklyét, Szent György jobb kezét is magával hozta, amelyet Alexiosz császártól kapott ajándékba szolgálataiért. Az ereklyét Anchin templomának adományozta.

## Visszatérés Európába
Visszatérése után Róbert megalapította Betferkerke apátságát Brugge-hez közel. Róbert távollétében IV. Henrik német-római császár kísérletet tett arra, hogy uralma alá vonja a birodalom fennhatósága alá tartozó flamand területeket (a flamand gróf amúgy a francia királyok hűbéresének számított). Erre válaszul Róbert támogatta Cambrai városának lázadását Henrik ellenében és a császár számos kastélyát és birtokát elfoglalta. Csak 1102-ben állt helyre a béke amikor Róbert névleg elismerte a császár fennhatóságát a flamand grófság egy része felett, de 1105-ben az újonnan megválasztott V. Henrik császár, III. Balduin hainaut-i gróf és a Holland Grófság támogatásával, Flandria ellen vonult. Róbert Douai városa mellett megállította a sereget és a béketárgyalások során a császár kénytelen volt elismerni Róbert fennhatóságát Cambrai és Douai városai felett is.
1103-ban Doverben szövetséget kötött I. Henrik angol királlyal és a király által évente fizetett díj fejében 1000 lovag kiállítását ígérte. 1006-ban segített Henriknek visszafoglalni Normandiát korábbi barátjától és keresztes társától, Henrik öccsétől, Robert Curthose-tól. Ezután Henrik már nem fizetett neki, ezért Róbert felmondta a szerződést és VI. Lajos francia király mellé állt, aki megtámadta Normandiát. 1111-ben részt vett a király oldalán a IV. Theobald, Blois és Champagne grófja elleni hadjáratban. A Meaux városa mellett vívott csatában leesett lováról, és olyan súlyos sérüléseket szenvedett, hogy pár nappal, október 5-én meghalt. William of Malmesbury krónikája szerint viszont egy lovagi torna során szerzett sérüléseibe halt bele.

## Családja és leszármazottai
Kb. 1092 előtt kötött házasságot, felesége Clemence de Bourgogne (1078-1133), I. Vilmos bourgogne-i gróf és Etienette lánya. Clemence születési éve pontosan nem ismert, de első gyermekük 1093-ban született, tehát legkésőbb 1078-ban születhetett. Férje távollétében Flandria régensi tanácsának vezetője volt. Régenssége alatt támogatta a monasztikus mozgalmak terjedését Flandriában és a Clunyben kidolgozott szabályok bevezetését számos, korábban alapított flamand apátságba. Fia, Balduin halála (1119) után ellenezte Károly herceg utódlását és ellenében Ypresi Vilmost támogatta. 1125-ben újra házasodott, második férje V. Godfrey alsó-lotaringiai herceg. Róbert és Clemence házasságából három gyermek ismert:
- Balduin (1192/93 - Boulers, 1119. június 17.) aki apja halála után VII. Balduin néven örökölte a grófi címet.
- Vilmos (1094-1109)[14]
- ismeretlen (1095? - ?). Egy korabeli forrás feljegyezte, hogy Róbertnek és Clemence-nek összesen három fia született, de a nevet nem adja meg.[15]

## Lásd még
- Flamand grófság
- Flandria grófjainak listája